# Sokol Cikalleshi
Sokol Cikalleshi (Kavaja, 1990. július 27. –) albán válogatott labdarúgó, az İstanbul Başakşehir játékosa.
Az albán válogatott tagjaként részt vett a 2016-os Európa-bajnokságon.

## Sikerei, díjai
Besa Kavajë
- Albán kupa (1): 2009–10
- Albán szuperkupa (1): 2010

Skënderbeu Korçë
- Albán bajnok (1): 2010–11